# لوکا ویلا
لوکا ویلا (انگلیسی: Luca Villa؛ زادهٔ ۱۴ نوامبر ۱۹۹۹) بازیکن فوتبال اهل ایتالیا است.